# Diego Martin

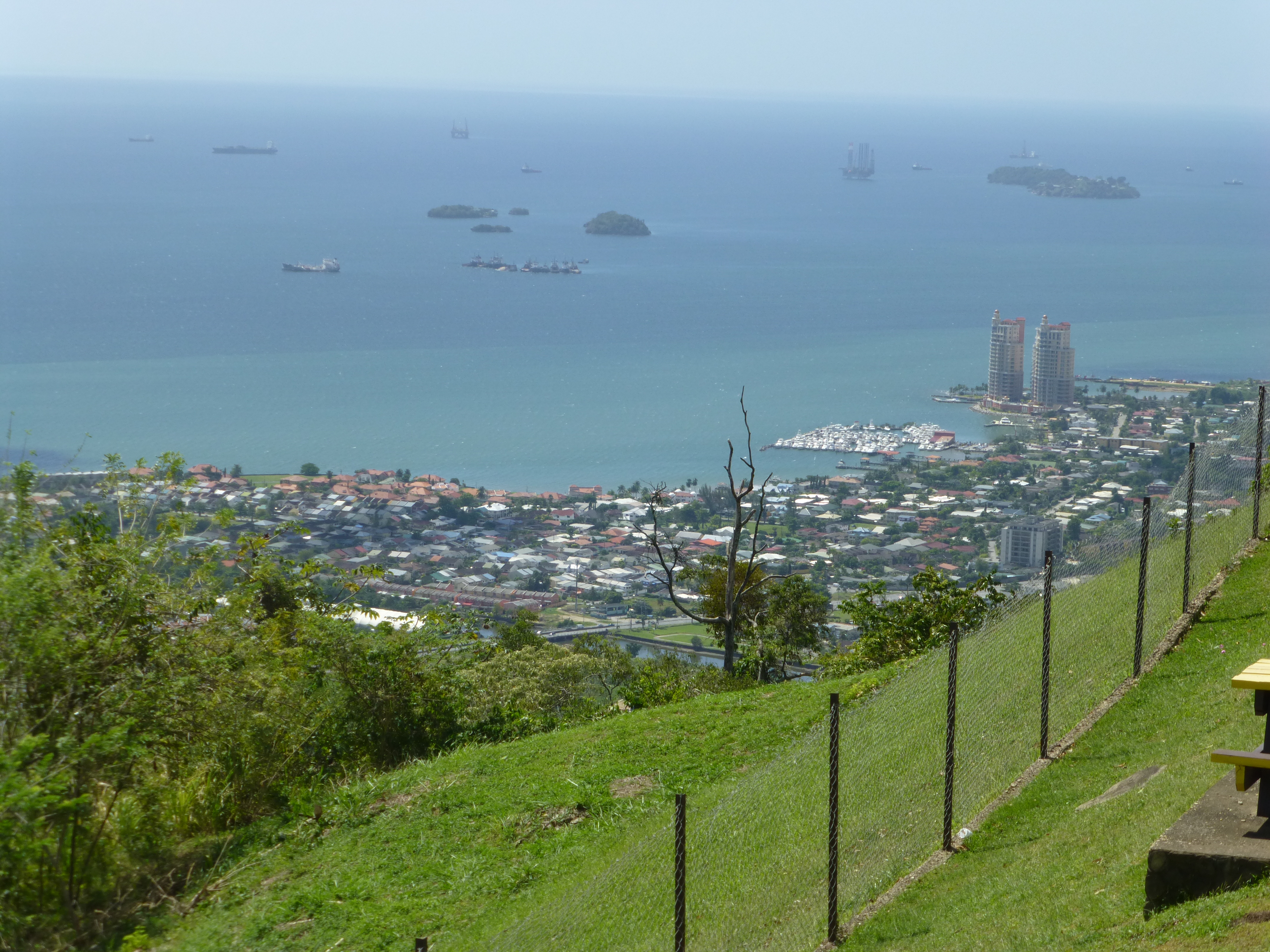
Westmoorings en Glencoe, Diego Martin

Diego Martin (ⓘ) is een regio in Trinidad en Tobago.
Diego Martin telt 86.805 inwoners op een oppervlakte van 128 km².